# كونستانس هيلين فروست
كونستانس هيلين فروست (بالإنجليزية: Constance Helen Frost)‏ هي عالمة أمراض وأحيائية نيوزيلندية، ولدت في 1862، وتوفيت في 1920 بسبب الإنفلونزا الإسبانية.